# Sztilijan Petrov
Sztilijan Aljosev Petrov (Bolgárul: Стилиян Петров; Montana, 1979. július 5. –) bolgár labdarúgó, utolsó profi csapata az angol Aston Villa, valamint a bolgár labdarúgó-válogatott játékosa, illetve csapatkapitánya volt.
2005-ben Mark Guidi sportújságíró segítségével írta meg önéletrajzát You Can Call Me Stan címmel. A könyvben leírja, hogy neve helyesen írva "Sztilijan", és nem "Stilian", mint azt a sajtóban írják.
2003-ban megválasztották az év legjobb bolgár labdarúgójának. 2000-ben, 2001-ben, 2005-ben, valamint 2009-ben a második helyen végzett ezen a szavazáson. 2002-ből, valamint 2006-ból magáénak tudhat még egy-egy harmadik helyezést is.

## Pályafutása

### Aston Villa
Petrov 2006. augusztus 30-án érkezett az Aston Villa csapatához a skót Celtic-től 6,5 millió fontért. Négyéves szerződést írt alá az angol klubnál. 2006. szeptember 10-én debütált a West Ham United ellen. Első gólját a Sheffield United ellen szerezte 2006. december 11-én. 2007-ben a korábbi 11-es mezszámát lecserélte a 19-esre.
2008. április 12-én a pálya közepéről szerzett gólt a Derby County ellen. Ez volt az első gólja a szezonban, amit később jelöltek a "szezon gólja" díjra is.
2012 márciusában leukémiát mutattak ki a szervezetében. Eztkövetően bejelentette visszavonulását. 2016 áprilisában úgy fogalmazott, hogy szívesen folytatná pályafutását, miután gyógyultnak nyilvánították.

#### A válogatottban
Petrov a bolgár válogatott tagja 1998 óta. A 2004-es Európa-bajnokságon a bolgárok csapatkapitánya volt.
2006. október 12-én bejelentette, hogy lemondja a válogatottságot, ennek ellenére 2007. március 20-án mégis a válogatott tagja lett. Viszont csapatkapitányi pozícióját már nem kapta vissza, helyette a szintén Angliában játszó Dimitar Berbatov lett a kapitány.